# Humberto Murcia Ballén
Humberto Murcia Ballén (Ubaté, 7 de diciembre de 1930-Bogotá, 10 de marzo de 2019) fue un jurista, y juez colombiano.  Fue juez de la República, magistrado de tribunal y Magistrado de la Corte Suprema de Justicia de la cual fue presidente en 1984. 

## Biografía
Fue egresado como bachiller del Colegio Mayor de Nuestra Señora del Rosario, Quinta de Mutis, y estudió su carrera de derecho en la Universidad del Rosario, en Bogotá.
En 1985 renunció a la corte para jubilarse y durante su último día el 6 de noviembre de 1985 vivió la toma del Palacio de Justicia.

### Toma del Palacio de Justicia
Al magistrado Murcia Ballén le tocó vivir la toma del Palacio de Justicia el 6 y 7 de noviembre de 1985 perpetrada por la guerrilla del Movimiento 19 de abril (M-19) y la retoma del palacio por parte de la fuerza pública. A las 11:30 AM (UTC-5), el magistrado Murcia Ballén esperaba la llegada de Héctor Marín Naranjo, quien lo remplazaría en el cargo de magistrado, ya que había presentado su renuncia a la Sala de Casación Civil, tras haber sido aprobada su pensión. Durante el asalto fue herido con esquirlas de granada en su rostro y destruyó la prótesis de su pierna derecha amputada. Utilizando solo su pierna izquierda, se arrastró por los pisos y fingió estar muerto para escapar de los combates. Fue uno de los nueve magistrados, de veinte que lograron sobrevivir a los combates.

## Obras
- Recurso de Casación Civil. Bogotá, Ediciones Librería El Foro de la Justicia. (1983)